# Lueyi Dovy
Lueyi Dovy (né le 27 août 1975 à Marseille) est un athlète français, spécialiste du sprint, champion du monde de relais 4x100 mètres en 2005 à Helsinki. Licencié au Stade niortais, il arrête sa carrière fin 2010.

## Carrière
Cet athlète, à la carrière internationale discrète, a connu la consécration le jour où il a franchi en vainqueur la ligne d'arrivée aux Championnats du monde d'athlétisme, épreuve du relais 4 × 100 mètres, en 2005.
Entraîné par le technicien sportif Christopher Morrissey (entraîneur fédéral spécialisé dans l'entraînement du sprint et du demi-fond), il s'est depuis, doté d'un palmarès jalonné de titres au niveau national en faisant passer ses records du 60 m (6 s 83), 100 m (10 s 32) et 200 m (21 s 03) à 60 m (6 s 66), 100 m (10 s 24) et 200 m (20 s 68). 
En 2007, il remporte les Championnats de France à Niort mais il n'est pas sélectionné pour les Championnats du monde alors qu'il avait déclaré peu après sa victoire vouloir participer au relais 4 × 100 m.

### Records
- 60 m : 6 s 66 (2002)
- 100 m : 10 s 24 (2005)
- 200 m : 20 s 68 (2005)

### Palmarès
- Championnats du monde 2005 à Helsinki ( Finlande)
  -  Médaille d'or du relais 4 × 100 m
- Championnats du monde en salle 2004 à Budapest ( Hongrie)
  - demi-finaliste du 60m
- Championnats d'Afrique 2000 à Alger ( Algérie)
  -  Médaille de bronze du relais 4 × 100 m
- Jeux méditerranéens 2005
  - médaille d'argent du 100m
- Championnats de France d'athlétisme
  - Champion de France du 100 m en 2005 et 2007
  - Champion de France en salle du 60 m en 2002 et 2004

## Condamnation
En 2007, il est reconnu coupable d'« acquisition, transport et détention de substances prohibées ».